# Sailly-lez-Lannoy
Sailly-lez-Lannoy település Franciaországban, Nord megyében. Lakosainak száma 1936 fő (2022. január 1.). Sailly-lez-Lannoy Toufflers, Willems, Villeneuve-d’Ascq, Hem és Tournai községekkel határos.

## Népesség
A település népessége az elmúlt években az alábbi módon változott:
| Lakosok száma | 1704 | 1696 | 1807 | 1849 | 1926 | 1937 | 1943 | 1949 | 1936 |
|               | 2013 | 2015 | 2016 | 2017 | 2018 | 2019 | 2020 | 2021 | 2022 |